# Avenue D
Avenue D waren ein US-amerikanisches Electroclash-Duo aus New York City. Sie begannen ihre Karriere im Jahr 2001 und gaben nach mehreren Alben und vielen internationalen Auftritten 2007 ihre Auflösung bekannt.

## Geschichte
Das Duo begann zur Zeit der Electroclash-Welle, in der auch Künstler wie Fischerspooner und Felix da Housecat bekannt wurden. Im Jahr 2005 erreichte ihr Stück Do I Look Like a Slut? Platz 8 der Billboard Hot Dance Singles Sales. Im gleichen Jahr steuerten sie mit Orgasmatron einen Track zum Soundtrack des Alt-Pornofilms Neu Wave Hookers von Eon McKai bei. Im Laufe ihrer Karriere spielten sie unter anderem in Japan, Brasilien, England und auch in Deutschland.
Aufgrund der Texte (bspw. „[…] I wish that he would just… Shut up and stick, just stick it in!“, frei übersetzt: „[…] Ich wünschte er würde einfach… den Mund halten und ihn reinstecken!“) hatte Avenue D Probleme, einen Plattenvertrag zu bekommen und veröffentlichte den Großteil ihrer Musik auf ihrem eigenen Label Avenue Dreams.

## Rezeption
Insgesamt wird die Musik von Avenue D als kreativ und unterhaltsam beschrieben. Besonders fallen den Rezensenten die sexuell expliziten Texte auf.
- Die Miami New Times schreibt: „[…] Avenue D have consisted of just that: finding new ways to expound on one topic — namely, raunchy sex.“ („Avenue D bestanden genau daraus: neue Wege zu finden um sich über ein Thema auszulassen — und zwar schlüpfrigen Sex“)[4]
- Die The Sydney New Morning schreibt, die Texte von Avenue D würden „[…] ausreichen um einen Telefonsex-Arbeiter erröten zu lassen“[5]
- The Herald beschreibt die Musik im Jahr 2005 als „[…] einzigartig dynamische Mischung aus Punk, Bootyclash, Hip-Hop und 80er New Wave […]“[6]

## Diskografie

### Alben
- 2002: Grade D Beef (Eigenverlag)
- 2005: As Free as We Wanna Be (Avenue Dreams)
- 2005: Eurawesome! (Avenue Dreams)
- 2008: Totally Magic / Graded D Beef / D Sides (Avenue Dreams)

### EPs
- 2005: 2D2F E.P. (Avenue Dreams, Jet Set Records)

### Singles
- 2003: Sex That I Need / Dancin’ (For Us)
- 2004: Do I Look Like a Slut? (u. a. Electric Blue Records)
- 2005: You Love This Ass (Phela Recordings)